# Buana Makmur
Buana Makmur is een bestuurslaag in het regentschap Siak van de provincie Riau, Indonesië. Buana Makmur telt 1300 inwoners (volkstelling 2010).